# سفارة فرنسا في النيجر
سفارة فرنسا في النيجر هي أرفع تمثيل دبلوماسي لدولة فرنسا لدى النيجر. تقع السفارة في نيامي وهي تهدف لتعزيز المصالح الفرنسية في النيجر.

## وصلات خارجية
- الموقع الرسمي
- قائمة سفارات فرنسا
- قائمة السفارات في النيجر